# Бета-катенин
Бета-катенин, или β-катенин — это белок, участвующий в клеточной адгезии и в регуляции экспрессии генов. В клеточной адгезии бета-катенин выполняет свои функции, соединяя цитоплазматическую часть кадгерина с α-катенином и F-актином. При регуляции экспрессии генов бета-катенин выступает в качестве внутриклеточного передатчика сигнала в сигнальном пути Wnt, играющего важную роль в эмбриональном развитии и гомеостазе тканей. Бета-катенин входит в семейство белков катенинов и гомологичен γ-катенину, также известному как плакоглобин. Бета-катенин у человека кодируется геном CTNNB1, у дрозофилы гомологичный белок называется armadillo. Бета-катенин широко экспрессируется во многих тканях.
В сердечной мышце бета-катенин локализуется в адгезивных контактах, в структурах вставочных дисков, которые имеют решающее значение для электрического и механического взаимодействия между соседними кардиомиоцитами. Изменения локализации и уровня экспрессии бета-катенина были связаны с различными формами заболеваний сердца, включая дилатационную кардиомиопатию. Мутации и сверхэкспрессия β-катенина связаны со многими видами рака, включая лейкозы, гепатоцеллюлярную карциному, колоректальную карциному, рак легкого, злокачественные опухоли молочной железы, рак яичников и эндометрия.

## Открытие
Первоначально бета-катенин был открыт в начале 1990-х годов как компонент комплекса клеточной адгезии млекопитающих. Тогда был открыт белок, отвечающий за цитоплазматическое прикрепление кадгеринов. Однако очень скоро выяснилось, что белок дрозофилы armadillo, участвующий в опосредовании морфогенного действия Wingless/Wnt, гомологичен β-катенину млекопитающих не только по структуре, но и по функции.

## Структура бета-катенина

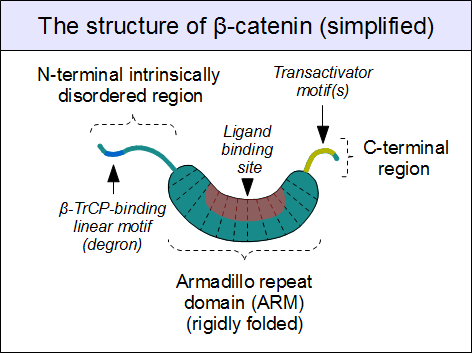
Упрощенная структура бета-катенина

Центральная часть бета-катенина состоит из нескольких очень характерных повторов, каждый из которых имеет длину около 40 аминокислотных остатков, складывающихся в три альфа-спирали. Все эти повторы, называемые повторами armadillo, складываются в единый жёсткий белковый домен вытянутой формы — так называемый домен armadillo (ARM). Первый armadillo-повтор β-катенина (вблизи N-конца) несколько отличается от остальных — он имеет вытянутую спираль с перегибом, образованным слиянием спиралей 1 и 2. Из-за сложной формы отдельных повторов весь ARM-домен не является прямым стержнем: он обладает небольшой кривизной, так что образуется внешняя (выпуклая) и внутренняя (вогнутая) поверхность. Эта внутренняя поверхность служит местом связывания лигандов для различных партнёров по взаимодействию с доменами ARM.
Участки, расположенные на N- и C-конце домена ARM, сами по себе не имеют никакой структуры в растворе. Тем не менее, эти внутренне неупорядоченные участки играют важнейшую роль в функционировании бета-катенина. N-концевая неупорядоченная область содержит консервативный короткий линейный мотив, ответственный за связывание Е3-убиквитин-лигазы TrCP1 (известной также как β-TrCP) — но только в фосфорилированном состоянии. Таким образом, деградация β-катенина опосредуется этим N-концевым участком. С другой стороны, С-концевой участок является сильным трансактиватором при рекрутировании на ДНК. Этот участок не является полностью неупорядоченным: часть С-концевого удлинения образует стабильную спираль, которая прилегает к ARM-домену, но может связываться и с отдельными партнерами по связыванию. Этот небольшой структурный элемент (HelixC) закрывает С-концевой конец ARM-домена, экранируя его гидрофобные остатки. HelixC не является необходимым для функционирования бета-катенина в клеточно-клеточной адгезии. С другой стороны, он необходим для сигнального пути Wnt: возможно, для рекрутирования различных коактиваторов, таких как 14-3-3zeta. Однако его точные партнеры среди общих транскрипционных комплексов до сих пор не до конца понятны, и, вероятно, они включают тканеспецифичных игроков. Примечательно, что С-концевой сегмент β-катенина может имитировать действие всего сигнального пути Wnt, если его искусственно соединить с ДНК-связывающим доменом транскрипционного фактора LEF1.
Плакоглобин, называемый также γ-катенином, имеет поразительно схожую архитектуру с бета-катенином. Не только их ARM-домены похожи друг на друга как по архитектуре, так и по способности связывать лиганд, но и N-концевой β-TrCP-связывающий мотив также консервативен в плакоглобине, что предполагает общее происхождение и общую регуляцию с β-катенином. Однако плакоглобин является очень слабым трансактиватором при связывании с ДНК — это, вероятно, связано с расхождением их С-концевых последовательностей. Плакоглобин, по-видимому, не имеет трансактиваторных мотивов и, таким образом, ингибирует гены-мишени пути Wnt, а не активирует их.

### Связывание партнеров через ARM-домен

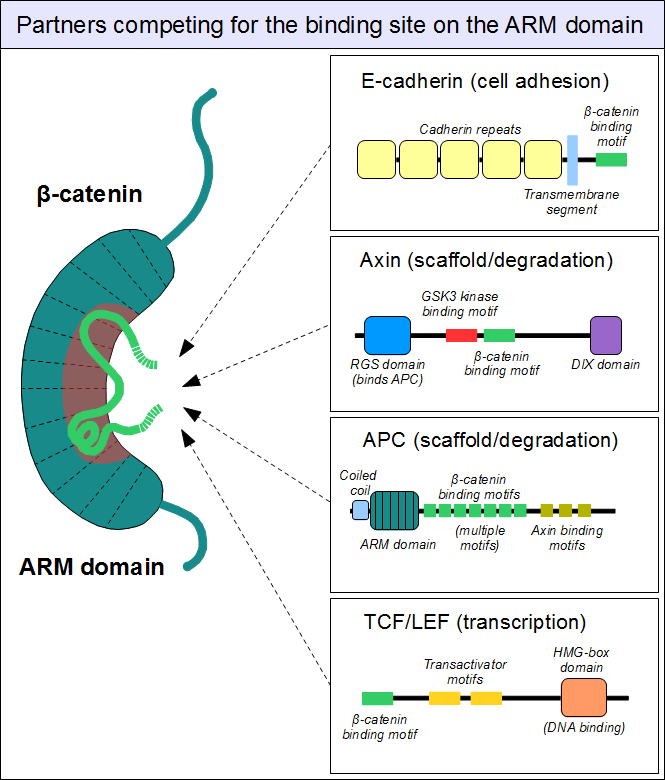
Партнеры, конкурирующие за связывание ARM-домена бета-катенина

ARM-домен бета-катенина выступает в качестве платформы, с которой могут связываться специфические линейные мотивы белков-партнёров бета-катенина. Расположенные в структурно разнообразных партнёрах, β-катенин-связывающие мотивы обычно не упорядочены сами по себе и, как правило, приобретают жёсткую структуру при связывании с ARM-доменом. Взаимодействующие с β-катенином мотивы обладают рядом особенностей. Во-первых, они могут достигать или даже превышать длину в 30 аминокислот и контактировать с ARM-доменом на большой площади. Другой необычной особенностью этих мотивов является часто высокая степень их фосфорилирования. Фосфорилирование серин-треониновых остатков значительно усиливают связывание многих β-катенин-связывающие мотивов с ARM-доменом.
Структура бета-катенина в комплексе с катенин-связывающим доменом транскрипционного трансактивационного партнера TCF является канонической схемой взаимодействия многих партнеров по связыванию бета-катенина. Эта структура показала, как неупорядоченный N-концевой участок TCF адаптируется к, казалось бы, жёсткой конформации, при этом связывающий мотив охватывает множество повторов бета-катенина. Были определены относительно сильные «горячие точки» взаимодействия зарядов, предсказанные и впоследствии подтверждённые как консервативные для взаимодействия бета-катенин/кадгерин. Были определены также гидрофобные области, важные для связывания и являющимися потенциальными терапевтическими мишенями для малых молекул-ингибиторов против некоторых форм рака. Кроме того, последующие исследования продемонстрировали ещё одну особенность — пластичность связывания N-конца TCF с бета-катенином.
Аналогичным образом действует E-кадгерин, цитоплазматический хвост которого связывается с доменом ARM таким же каноническим образом. Скаффолд-белок аксин, существующих в двух близкородстванных формах — аксин 1 и аксин 2, содержит аналогичный мотив взаимодействия на своем длинном неупорядоченном среднем сегменте. Хотя одна молекула аксина содержит только один мотив привлечения β-катенина, его белок-партнер APC содержит 11 таких мотивов в тандемном расположении на один протомер, что позволяет ему взаимодействовать сразу с несколькими молекулами β-катенина. Поскольку поверхность ARM-домена в каждый момент времени может вместить только один пептидный мотив, все эти белки конкурируют за один и тот же клеточный пул молекул β-катенина. Эта конкуренция является ключом к пониманию того, как работает сигнальный путь Wnt.
Однако этот «главный» сайт связывания на ARM-домене β-катенина далеко не единственный. Первые спирали ARM-домена образуют дополнительный, особый карман белок-белкового взаимодействия: в нём может размещаться спиралевидный линейный мотив, обнаруженный в коактиваторе BCL9, а также в близком к нему BCL9L, важном белке, участвующем в сигнальном пути Wnt. Хотя точные детали гораздо менее ясны, похоже, что этот же участок используется альфа-катенином, когда бета-катенин локализован в адгезивных контактах. Поскольку этот карман отличается от «основного» сайта связывания ARM-домена, конкуренции между альфа-катенином и E-кадгерином или между TCF1 и BCL9, соответственно, не возникает. С другой стороны, BCL9 и BCL9L должны конкурировать с α-катенином за доступ к молекулам β-катенина.

## Функция бета-катенина

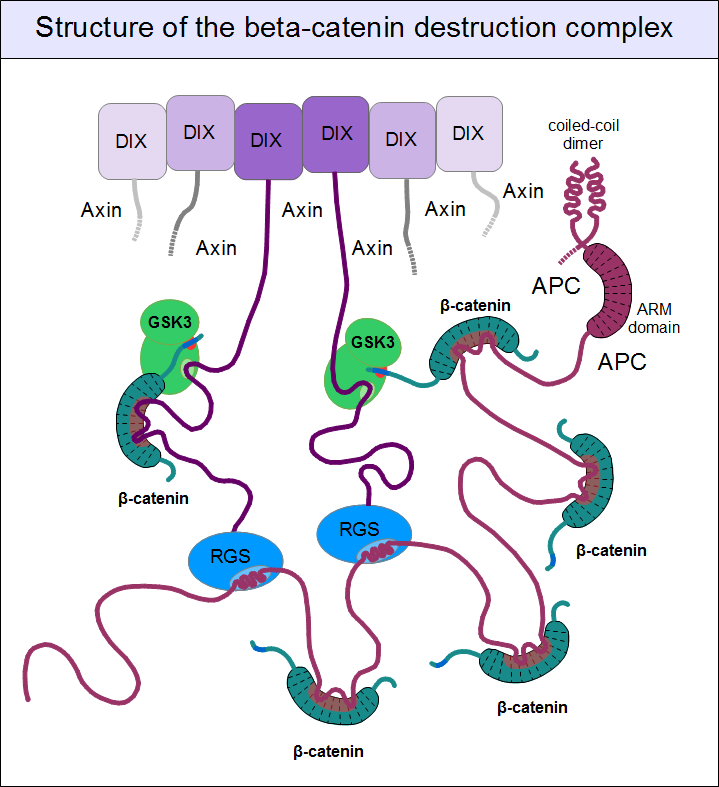
Схема комплекса белков, участвующих в фосфорилировании бета-катенина

### Роль в каноническом сигнальном пути Wnt
Канонический сигнальный путь Wnt, также известный как Wnt/β-катениновый путь, включает ядерную транслокацию β-катенина и активацию им целевых генов через факторы транскрипции TCF/LEF. Канонический путь Wnt в основном контролирует клеточную пролиферацию. Отличительной особенностью Wnt-сигналинга является способность побуждать клетки к пролиферации, одновременно придавая форму растущим тканям. Wnt-сигналинг играет важную роль в самообновлении некоторых тканей млекопитающих. Например, сигнальный путь Wnt связан с развитием и обновлением эпителиальной ткани тонкого кишечника и способствует дифференцировке клеток Панета в основании крипт. Кроме того, сигнальный путь Wnt тесно связан с метаболизмом и регенерацией печени, восстановлением и метаболизмом лёгочной ткани, обновлением волосяных фолликулов, развитием кроветворной системы, созреванием и активностью остеобластов.
Канонический сигнальный путь Wnt можно разделить на 4 этапа, каждый из которых относится к разным клеточным компартментам: внеклеточный этап, мембранный, цитоплазматический и ядерный этапы. Внеклеточные сигналы в основном опосредуются белками Wnt. В клеточной мембране сигнальный путь Wnt опосредуется комплексом из двух рецепторов: Frizzled (FZD) и LRP5/6. В цитоплазме Wnt-сигнал передаётся при помощи β-катенина, уровень которого зависит от убиквитинирования, которое в свою очередь определяется белками DVL, аксином и APC, а также активностью GSK-3 киназы и казеиновой киназы I-го типа (CKI). Ядерный этап Wnt-сигналинга состоит в том, что β-катенин транслоцируется из цитоплазмы в ядро и, действуя в комплексе с факторами транскрипции семейства TCF/LEF, активирует свои гены-мишени.

#### Регуляция убиквитинирования бета-катенина через фосфорилирование
Клеточный уровень бета-катенина в основном контролируется его убиквитинированием и дальнейшей протеосомной деградацией. E3-убиквитин-лигаза TrCP1, известная также как β-TrCP, может распознавать β-катенин как свой субстрат благодаря короткому линейному мотиву на неупорядоченном N-конце бета-катенина. Однако для связывания β-TrCP этот мотив (Asp-Ser-Gly-Ile-His-Ser) β-катенина должен быть фосфорилирован по двум серинам. Фосфорилирование этого мотива осуществляется гликогенсинтазными киназами 3 альфа и бета (GSK3α и GSK3β). GSK3 являются конститутивно активными ферментами, участвующими в ряде важных регуляторных процессов. Однако есть одно требование: субстраты GSK3 должны быть предварительно фосфорилированы на четыре аминокислотных остатка ниже по направлению к С-концевой части. Таким образом, для активности GSK3 также необходима «праймирующая киназа». В случае бета-катенина наиболее важной праймирующей киназой является казеиновая киназа I-го типа (CKI). После того как субстрат, богатый серин-треониновыми аминокислотными остатками, фосфорилирован праймирующими киназами, GSK3 может «пройтись» по нему от С-конца к N-концу, фосфорилируя каждый 4-й остаток серина или треонина подряд. Этот процесс приводит к двойному фосфорилированию вышеупомянутого мотива узнавания β-TrCP.

#### Комплекс деградации бета-катенина
Для того, чтобы GSK3 киназа смогла фосфорилировать свои белки-субстраты, недостаточно только префосфорилирования. Существует ещё одно дополнительное требование: подобно митоген-активируемым протеинкиназам (MAPK), белки-субстраты должны связываться с GSK3 киназой через высокоаффинные стыковочные мотивы. Бета-катенин таких мотивов не содержит, зато их содержит специальный белок — аксин. Более того, мотив стыковки аксина с GSK3 непосредственно примыкает к мотиву связывания с β-катенином. Таким образом, аксин выступает в роли белка-скаффолда, обеспечивая тесную физическую близость фермента GSK3 и её субстрата β-катенина.
Аксин действует не в одиночку. Через свой N-концевой домен регулятора G-белковой сигнализации (RGS) он рекрутирует белок аденоматозного полипоза APC. APC подобен огромной «новогодней ёлке», он обладает 11 мотивами связывания с β-катенином. APC может взаимодействовать также с несколькими молекулами аксина одновременно, поскольку имеет три SAMP-мотива (Ser-Ala-Met-Pro) для связывания RGS-доменов, имеющихся в аксине. Аксин, в свою очередь, обладает способностью к олигомеризации благодаря своему С-концевому домену DIX. В результате образуется огромный мультимерный белковый комплекс, предназначенный для фосфорилирования β-катенина. Этот комплекс белков обычно называют комплексом деградации бета-катенина, однако он только маркирует молекулы β-катенина для последующего убиквитинирования и протеасомного разрушения.

#### Участие в сигнальном пути Wnt

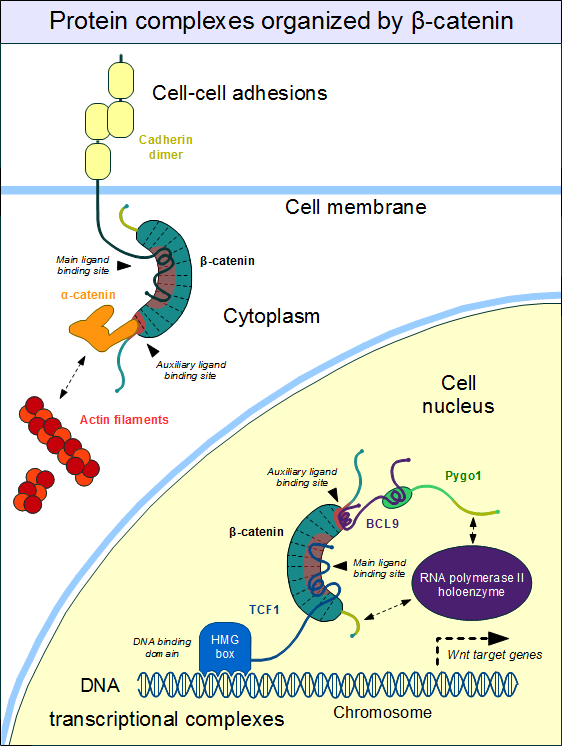
Белковые комплексы, включающие β-катенин

В покоящихся клетках молекулы аксина олигомеризуются друг с другом через свои С-концевые DIX-домены, которые имеют два интерфейса связывания. Таким образом, они могут образовывать линейные олигомеры или даже полимеры в цитоплазме клеток. DIX-домены уникальны: единственные другие известные белки, имеющие DIX-домен, — Dishevelled и DIXDC1. Белок Dishevelled связывается с цитоплазматическими областями рецептора Frizzled с помощью своих доменов PDZ и DEP. Когда молекула Wnt связывается с рецептором Frizzled, она вызывает каскад событий, в результате которого раскрывается DIX-домен Dishevelled и создается идеальный сайт связывания для аксина. После связывания с рецепторным комплексом аксин становится некомпетентным для связывания β-катенина. Цитоплазматические сегменты ассоциированных с Frizzled белков LRP5 и LRP6 содержат псевдосубстратные последовательности GSK3 (Pro-Pro-Pro-Ser-Pro-x-Ser), соответствующим образом «праймированные» (префосфорилированные) CKI, как если бы это был истинный субстрат GSK3. Эти ложные сайты-мишени значительно подавляют активность GSK3 конкурентным образом. Таким образом, связанный с рецептором аксин перестает опосредовать фосфорилирование β-катенина. Поскольку бета-катенин больше не помечен для разрушения, но продолжает вырабатываться, его концентрация будет возрастать. Когда уровень β-катенина повысится настолько, что насытит все сайты связывания в цитоплазме, он также транслоцируется в ядро. Задействовав транскрипционные факторы EF1, TCF1, TCF2 или TCF3, β-катенин заставляет их отсоединиться от своих предыдущих партнеров: белков Groucho. В отличие от Groucho, которые рекрутируют транскрипционные репрессоры (например, гистон-лизиновые метилтрансферазы), бета-катенин связывает транскрипционные активаторы, тем самым включая свои гены-мишени.

### Роль в межклеточной адгезии
Межклеточные адгезивные контакты, составной частью которых является бета-катенин, необходимы для формирования тканей животных, поддержания эпителиальных клеточных слоев и барьеров. β-катенин соединяется с цитоплазматической частью кадгерина и с α-катенином, α-катенин в свою очередь способен к связыванию с актиновыми филаментами (F-актином). Комплекс E-кадгерин/β-катенин/α-катенин образует слабые взаимодействия с F-актином в отсутствие внешней нагрузки. Приложение механической нагрузки значительно усиливает связывающие взаимодействия между кадгенрин-катениновым комплексом и F-актином.

## Взаимодействия
Бета-катенин участвует в белок-белковых взаимодействиях с:
- APC (белок),[33][34][35][36][37][38][39][40]
- AXIN1,[41][42]
- Андрогеновый рецептор,[43][44][45][46][47][48]
- CBY1,[49]
- CDH1,[21][34][50][51][52][53][54][55][56][57][58][59][60][61][62][63][64][65][66][67][68][69][70]
- CDH2,[71]
- CDH3,[69][72]
- CDK5R1,[73]
- CHUK,[74]
- CTNND1,[34][55]
- CTNNA1,[51][60][75][76][77]
- EGFR,[55][64][78]
- EMD[79][80]
- ESR1[81]
- FHL2,[82]
- GSK3B,[36][83]
- HER2/neu,[56][78][84]
- HNF4A,[47]
- IKK2,[74]
- LEF1[85][86][87][88]
- MAGI1,[65]
- MUC1,[57][89][90][91][92][93][94]
- NR5A1,[95][96]
- PCAF,[97]
- PHF17,[98]
- Плакоглобин,[34][55]
- PTPN14,[99]
- PTPRF,[56][100]
- PTPRK (PTPkappa),[101]
- PTPRT (PTPrho),[102]
- PTPRU (PCP-2),[103][104][105]
- PSEN1,[106][107][108]
- PTK7[109]
- Pontin52,[110]
- SMAD7,[85]
- SMARCA4[111]
- SLC9A3R1,[59]
- USP9X,[112] and
- VE-cadherin.[113][114]
- XIRP1[115]